# ゼイネプ・ユチバシャラン
ゼイネプ・ユチバシャラン（Zeynep Üçbaşaran）はトルコ人のピアニスト。イスタンブール出身。 

## 略歴
4歳でイスタンブール音楽院より入学許可を得て音楽の学習を開始、それまでで最年少の入学者となる。1987年にブダペストに留学してフランツ・リスト音楽アカデミーにてゼンプレーニ・コルネールやバラージュ・ケチュケーシュ、イシュトヴァーン・ラントシュおよびバルトーク門下のカタリン・ネメシュに師事した。1994年に指導者ならびに演奏家としてのディプロマを取得すると、今度はフライブルク高等音楽学校でティボル・シャースの薫陶を受け、修士号賦与の資格証書を取得。1996年よりサンタバーバラに定住し、その後はロサンジェルスの南カリフォルニア大学において研鑽を続けて2000年に修士号を、2004年に博士号を取得した。
これまでに、スカルラッティやモーツァルト、ベートーヴェン、リストといった古典的なレパートリーのほかに、バーンスタインやサイグン、ロバート・ムチンスキーの作品を録音してきた。ソリストとしては米国のほかにトルコやエジプト、ハンガリー、スロベニア、リトアニア、デンマーク、スウェーデン、ノルウェーにおいてリサイタルを行なっており、また室内楽奏者としても活動している。2004年11月にロンドンのウィグモア・ホールにおいてデビューを果たした。